# Драч, Геннадий Владимирович
Генна́дий Влади́мирович Драч (род. 5 февраля 1942, Туапсе, Краснодарский край, СССР) — советский и российский философ и культуролог, специалист по истории античной (древнегреческой) философии. Доктор философских наук, профессор, профессор Южного федерального университета. 
Вице-президент Российского философского общества, председатель регионального отделения Южного российского культурологического общества в Ростове-на-Дону. 
Почётный работник высшего профессионального образования Российской Федерации, заслуженный работник высшей школы Российской Федерации, заслуженный деятель науки Российской Федерации, заслуженный деятель науки Республики Ингушетия, заслуженный деятель науки Республики Адыгея.

## Биография
В 1968 году с отличием окончил исторический факультет Ростовского государственного университета  и в 1971 году там же аспирантуру по кафедре философии.
В 1975 году защитил диссертацию на соискание учёной степени кандидата философских наук по теме «Изменение представлений о космосе в связи с социальным развитием полиса» (специальность 09.00.03 — история философии).
В 1985 году окончил докторантуру МГУ имени М. В. Ломоносова по кафедре истории западной философии.
В 1989 году в Тбилисском государственном университете защитил диссертацию на соискание учёной степени доктора философских наук по теме «Учение о человеке в раннегреческой философии» (специальность 09.00.03 — история философии).
В 1970—1989 годах — преподаватель, старший преподаватель, доцент, старший научный сотрудник кафедры истории философии РГУ. С 1991 года — профессор. В 1990—2009 годах — заведующий кафедрой теории культуры, этики и эстетики Ростовского государственного университета, а ныне Южного федерального университета. В 1993 году выступил инициатором открытия отделения культурологии на философском факультете РГУ. В 1998—2014 годах декан факультета философии и культурологии ЮФУ (РГУ). Ныне профессор кафедры теории культуры, этики и эстетики Института философии и социально-политических наук (ИФиСПН) ЮФУ.
Председатель диссертационного совета по философским наукам Д 212.208.11 и член диссертационного совета Д 212.208.13.
Председатель регионального отделения Южного российского культурологического общества в г. Ростове-на-Дону.
Член Научно-методического совета по культурологии Министерства образования и науки Российской Федерации и член Президиума Федерального учебно-методического объединения по философии, этике и религиоведению, по классическому университетскому образованию при Министерстве образования Российской Федерации.
Эксперт Федерального государственного образовательного стандарта высшего профессионального образования по направлению «культурология» и «философия» Министерства образования и науки Российской Федерации.
Является руководителем темы «Культурология как система знания» в федеральных научных программах «Высшая школа России» и «Университеты России», а также научным экспертом по культурологии («Культурная инициатива»).
Член редакционных коллегий научных журналов «Вестник Российского философского общества», «Известия высших учебных заведений. Северо-Кавказский регион», «Личность. Культура. Общество» и «Социальные и гуманитарные науки».
Автор более 400 публикаций.
Проявляет большой интерес к чеченской философии.

## Награды
- Почётный работник высшего профессионального образования Российской Федерации (2000)[1]
- Заслуженный работник высшей школы Российской Федерации (2002)[1]
- Заслуженный деятель науки Республики Ингушетия (2006)[1]
- Заслуженный деятель науки Российской Федерации (2007)[5]
- Заслуженный деятель науки Республики Адыгея (2012)[1]
- Юбилейная медалью I степени «За заслуги перед Южным федеральным университетом»[1]

## Научные труды

### Книги
- Драч Г. В. Проблема человека в раннегреческой философии. — Ростов н/Д : Изд-во Рост. ун-та, 1987. — 175 с.
- Зарубежное философское антиковедение. М.: Наука, 1990; (соавт., член редакционной коллегии)
- Драч Г. В. Античная культура. Ростов н/Д, 1991;
- Драч Г. В. Культурология. Ростов н/Д: Феникс, 1995, 1997, 1998; (научн. ред, соавт.)
- Драч Г. В. Учебный курс по культурологии. Ростов н/Д: Феникс, 1996;
- Драч Г. В. Культурология в вопросах и ответах. Ростов н/Д: Феникс, 1997;
- Драч Г. В. Рождение античной философии и начало антропологической проблематики. М.: Гардарики, 2003.
- Драч Г. В. Культурология в вопросах и ответах. (на кит. яз.). Пекин, 2004 (34 п.л.)
- Драч Г. В. История мировой культуры. 3-е изд. Ростов н/Д: Феникс, 2004 (Гриф МО РФ)
- Драч Г. В. Культурология. 4-е изд., перераб. и доп. Ростов н/Д: Феникс, 2004 (Гриф МО РФ)
- Драч Г. В. Культурология. Конспект лекций. 2-е изд. Ростов н/Д: Феникс, 2004
- Драч Г. В. Историческое развитие представлений о культуре. Изд. 4-е, переработанное и дополненное. Ростов н/Д: Феникс, 2004 (гриф МО РФ)
- Драч Г. В. Культура как форма трансляции социального опыта. Изд. 4-е, переработанное и дополненное. Ростов н/Д: Феникс, 2004 (гриф МО РФ)
- Драч Г. В. Культура как способ социализации личности Изд. 4-е, переработанное и дополненное. Ростов н/Д, Феникс, 2004 (гриф МО РФ)
- Драч Г. В. Культура древних цивилизаций. Изд. 4-е, переработанное и дополненное. Ростов н/Д: Феникс, 2004 (гриф МО РФ)
- Драч Г. В., Лубский А. В., Эфендиев Ф. С. Этнос, культура, цивилизация. Монография. Ростов н/Д, 2005.
- Драч Г. В. Культурология. Учебное пособие для ВУЗов. Издание шестнадцатое. Ростов-на-Дону: Феникс, 2009. (гриф МО РФ)
- Драч Г. В. Культурология. Учебн. пособие для студентов ВУЗОв, обучающихся по гум. специальностям и направлениям подготовки. Издание четвёртое. М.: Альфа-М, ИНФРА-М. 2009. (гриф МО РФ)
- Драч Г. В. Культурология. Конспект лекций. Изд. шестое. Ростов н/Д: Феникс, 2009.

### Словари и энциклопедии
Культурология. Краткий тематический словарь
- История культуры. // Культурология. Краткий тематический словарь. Ростов н/Д, "Феникс", 2001

Глобалистика. Энциклопедия
- Западная цивилизация. // Глобалистика. Энциклопедия. М.: Изд. "Радуга", 2003
- Культура. // Глобалистика. Энциклопедия. М.: Изд. "Радуга", 2003
- Пайдейя. // Глобалистика. Энциклопедия. М.: Изд. "Радуга", 2003

Глобалистика. Международный междисциплинарный энциклопедический словарь
- Европейская цивилизация. // Глобалистика. Международный междисциплинарный энциклопедический словарь. Изд. "Елима", Изд. "Питер", М., СПб, Нью-Йорк, 2006
- Культура. // Глобалистика. Международный междисциплинарный энциклопедический словарь. Изд. "Елима", Изд. "Питер", М., СПб, Нью-Йорк, 2006
- Пайдейя. // Глобалистика. Международный междисциплинарный энциклопедический словарь. Изд. "Елима", Изд. "Питер", М., СПб, Нью-Йорк, 2006

### Статьи
на русском языке
- Драч Г. В. Аристотель и проблемы древнегреческой философии // Вопросы философии, 1985, № 7;
- Драч Г. В. Предисловие // История мировой культуры (мировых цивилизаций), 2-е дополн. и перер. изд. Ростов н/Д, «Феникс», 2002
- Драч Г. В. Культура, цивилизация, история.// История мировой культуры (мировых цивилизаций), 2-е дополн. и перер. изд. Ростов н/Д, «Феникс», 2002
- Драч Г. В. У истоков европейской цивилизации. Античный мир.// История мировой культуры (мировых цивилизаций), 2-е дополн. и перер. изд. Ростов н/Д, «Феникс», 2002
- Драч Г. В. III Российский философский конгресс: мнение участника. // Ростовский университет.7 окт. 2002 г. Ростов н/Д, 2002
- Драч Г. В. Культурология как научная дисциплина. // Человек — культура — общество. Актуальные проблемы философских, политологических и религиоведческих исследований. Материалы Международной конференции, посвященной 60-летию воссоздания философского факультета в структуре МГУ им. М. В. Ломоносова. 13-15 февраля 2002 г. М., изд-во МГУ, 2002
- Драч Г. В. Аристотель и античная философия. // Рационализм и культура на пороге третьего тысячелетия. Материалы Третьего Российского философского конгресса (16-20 сентября 2002 г.) В 3-х тт., т.2, Ростов н/Д, 2002
- Драч Г. В., Белоконь А. В., Жданов Ю. А. Итоги III Российского философского конгресса. // Вестник Российского философского общества. № 3. 2002. М, 2002.
- Драч Г. В. Культура и разум: конвергенция или дивергенция? // Вестник Российского философского общества. № 4. 2002. М., 2002
- Драч Г. В. Итоговый доклад III Российского философского конгресса. Культура и разум: конвергенция или дивергенция? // Вестник информационно-образовательного портала Auditorium.ru. М., 2003
- Драч Г. В. Культура и разум: конвергенция или дивергенция? // III Российский философский конгресс «Рационализм и культура на пороге III тысячелетия». Приветствия и пленарные доклады Третьего Российского философского конгресса. Ростов-на-Дону, 2003
- Драч Г. В. Культура и разум. // Интеллект. Личность. Цивилизация. Материалы II Международной научной конференции. Донецк, 2003
- Драч Г. В. Предисловие // Культурология. Изд. 4-е. Отв. ред. Г. В. Драч. Ростов н/Д, 2003 (гриф МО РФ)
- Драч Г. В. Введение // Культурология. Изд. 4-е. Отв. ред. Г. В. Драч. Ростов н/Д, 2003 (гриф МО РФ)
- Драч Г. В. Глава 1 // Культурология. Изд. 4-е. Отв. ред. Г. В. Драч. Ростов н/Д, 2003 (гриф МО РФ)
- Драч Г. В. Глава 2 // Культурология. Изд. 4-е. Отв. ред. Г. В. Драч. Ростов н/Д, 2003 (гриф МО РФ)
- Драч Г. В. Культурология как научная дисциплина. // Культурология. М., Изд-во «Альфа-М», 2003 (гриф МО РФ)
- Драч Г. В. Историческое развитие представлений о культуре. // Культурология. М., Изд-во «Альфа-М», 2003 (гриф МО РФ)
- Драч Г. В. От философии культуры к культурологии. // Культурология. М., Изд-во «Альфа-М», 2003 (гриф МО РФ)
- Драч Г. В. Сущность и основные функции культуры. // Культурология. М., Изд-во «Альфа-М», 2003 (гриф МО РФ)
- Драч Г. В. Современные культурологические теории и методы. // Культурология. М., Изд-во «Альфа-М», 2003 (гриф МО РФ)
- Драч Г. В. Типологическая целостность Запада. // Культурология. М., Изд-во «Альфа-М», 2003 (гриф МО РФ)
- Драч Г. В. Историческое единство античной культуры. // Культурология. М., Изд-во «Альфа-М», 2003 (гриф МО РФ)
- Драч Г. В. Культура и разум: конвергенция или дивергенция? // XXIst World Congress of Philosophy. Abstract. Istanbul, Turkey, 2003
- Драч Г. В. Культура и разум: конвергенция или дивергенция? // Вопросы философии. № 8, 2003.
- Драч Г. В., Королёв В. К., Штомпель О. М. и др. Часть 1 // Культурология. Конспект лекций. Отв. ред. Г. В. Драч. Ростов н/Д, 2003.
- Драч Г. В., Королёв В. К., Штомпель О. М. и др. Часть 2 // Культурология. Конспект лекций. Отв. ред. Г. В. Драч. Ростов н/Д, 2003.
- Драч Г. В. Модернизация России: контекстуальность проблемы. // Логос. 2004. № 5 (44)
- Драч Г. В. Разум, культура, история // Философия лицом к мировым проблемам. Краснодар-Москва. 2004 (1 п.л.)
- Драч Г. В. Всемирный философский конгресс: философы о проблемах современной науки // Известия высших учебных заведений. Северо-Кавказский регион. Общественные науки. № 1. 2004
- Драч Г. В. Личность в системе образования // Проблемы гуманитарного образования и воспитания. Ростов н/Д, ДонГАУ, 2004
- Драч Г. В. Культурный артефакт: в поисках онтологии культуры // Научно-информационный потенциал корпуса музейных источников для социально-гуманитарных исследований. Томск-Москва, 2004
- Драч Г. В. Аристотель и досократовская философия // Вестник Киевского национального университета им. Т. Шевченко. Философия. Политология. Киев, 2004
- Драч Г. В., Миненко Г. Н., Туманова О. С. Открытость культурных коммуникаций — предпосылка возникновения открытого коммуникативного образования. // Культура и коммуникация: глобальные и локальные измерения. Томск, ИНО центр, 2004.
- Драч Г. В. Происхождение философии. Запад: античная философская классика // Философия (полный курс). М. — Ростов-на-Дону, 2004
- Драч Г. В. Глава 1 // История мировой культуры. 3-е издание. Ростов н/Д: Феникс, 2004 (гриф МО РФ)
- Драч Г. В. Глава 5 // История мировой культуры. 3-е издание. Ростов н/Д: Феникс, 2004 (гриф МО РФ)
- Драч Г. В. Глава 2.2 // Культурология. Изд.4-е, переработанное и дополненное. Под ред. Г. В. Драча. Ростов н/Д: , Феникс, 2004 (гриф МО РФ)
- Драч Г. В. Лекция 1 // Культурология. Конспект лекций. 2-е изд. Ростов н/Д, Феникс, 2004
- Драч Г. В. Лекция 3 // Культурология. Конспект лекций. 2-е изд. Ростов н/Д, Феникс, 2004
- Драч Г. В., Кондрашов В. А., Чичина Е. А. Предисловие // Этика и эстетика. Ростов н/Д, 2004.
- Драч Г. В. Античная философия // История философии. Учебник для ВУЗов. Изд. 3-е. Ростов н/Д, Феникс, 2005
- Драч Г. В. Европейское Средневековье // Чекалов Д. А., Кондрашов В. А. История мировой культуры. Конспект лекций. Ростов-на-Дону, 2005. (3 п.л.)
- Драч Г. В. Сопряжение философии и культуры в век демократии // Эпистемология и философия науки. Т. 3, № 1. М, 2005
- Драч Г. В. Слово деканам // Вестник Российского философского общества. № 1(33). М, 2005
- Драч Г. В. Новый кандидатский экзамен по истории и философии науки // Академия. Ростов н/Д, 2005
- Драч Г. В., Карнаухова О. С. Конгресс в Москве объединил философов России // Вестник Российского философского общества, 2005, № 3 (35).
- Драч Г. В., Перцев А. В., Утробин И. С., Фомина М. Н. Встреча в президиуме РФО. // Вестник Российского философского общества. № 1 (37). М., 2006.
- Драч Г. В. Проблемы развития культурологии в России на современном этапе// Гуманитарный ежегодник. Актуальные проблемы философских, политологических и религиоведческих исследований. Ростов н/Д, 2007.
- Драч Г. В. Памяти Ю. А. Жданова // Вестник Московского университета. Серия Философия. № 2, 2007.
- Драч Г. В. Сопряжение философии и культуры в эпоху демократии // Известия высших учебных заведений. Северо-Кавказский регион. Спецвыпуск — Основные аспекты философских и культурологических исследований. 2007
- Драч Г. В. Сущность и особенности духовной культуры // Обществознание. Пособие — репититор. Ростов н/Д, «Феникс», 2009.
- Драч Г. В., Кондрашов В. А. Философское образование в ЮФУ // Вестник МГУ, № 1. 2009.
- Драч Г. В., Штомпель О. М. Идея культурологии: традиции, наука, образование // Научная мысль Кавказа. № 4. 2009.
- Драч Г. В. Античная парадигма науки: Аристотель // Философия и наука: проблемы развития и преподавания. Ростов н/Д. Изд. СКАГС. 2009
- Драч Г. В. Парадокс Сократа // Материалы V Российского философского конгресса. т. 2. Новосибирск. 2009
- Драч Г. В. Культурологические идеи Ю. А. Жданова и современность // Памяти Жданова, юбилейный сборник. Ростов н/Д. Изд. СКНЦ ВШ. 2009
- Драч Г. В. К юбилею международного журнала «Личность. Культура. Общество» // Личность. Культура. Общество, № 50. 2009

Федеральный университет в системе образования // Материалы международной конференции. М., Изд. РУДН. 2009
на других языках
- Drach G. V. Aristoteles und die probleme der antiken wissenschaftstheorie, Philologus, 131, 1987

### Рецензии
- Драч Г. В. Рец. на книгу И. А. Негодаева "Информатизация культуры". Ростов-на-Дону, 2003 // Известия высших учебных заведений. Северо-Кавказский регион. Общественные науки. № 2. 2004
- Драч Г. В. Рец. на книгу А. В. Потемкина "Метафилософские диатрибы". Ростов-на-Дону, 2003 // Известия высших учебных заведений. Северо-Кавказский регион. № 3. 2004